# Garibaldi-Lagunilla
Garibaldi-Lagunilla (già Garibaldi) è una stazione della metropolitana di Città del Messico, nella stazione si incrociano due linee, la linea 8, della quale è anche capolinea, e la linea B.
La stazione Garibaldi deve il suo nome alla famosa Piazza Garibaldi, famosa per essere luogo di ritrovo dei Mariachi, per questo il suo simbolo è formato da una chitarra e da un sarape, che ricorda questi tradizionali gruppi della musica messicana.
La stazione Garibaldi è una delle più recenti del sistema metropolitano, inaugurata nel 1994 e nel 1999 è diventata stazione per due linee.